# Лопадеа Ноуа (Алба)
Лопадеа Ноуа (рум. Lopadea Nouă) насеље је у Румунији у округу Алба у општини Лопадеа Ноуа. Oпштина се налази на надморској висини од 278 m.

## Становништво
Према подацима из 2011. године у насељу је живело 1132 становника.